# Elsmere (Delaware)
Elsmere – miasto w Stanach Zjednoczonych, w stanie Delaware, w hrabstwie New Castle.